# Ozama (regio)
Región Ozama (vaak: Región Metropolitana; vroeger:  Santo Domingo)  is administratieve regio (región) nummer tien (X) in de Dominicaanse Republiek die onder besluit 685-00 zijn gegroepeerd. De regio ligt in het zuiden van het land, tussen de regio's Valdesia en Higuamo. Hij heeft 3,7 miljoen inwoners en is 1400 km² groot.

## Provincies van de administratieve regio
- 1. Distrito Nacional, met 1.015.150 inwoners en bestaande uit één gemeente:
  - gemeente Santo Domingo de Guzmán met 1.015.150 inwoners.
- 2. Santo Domingo, met 2.702.028 inwoners en bestaande uit zeven gemeenten:
  - gemeente Boca Chica met 161.615 inwoners
  - gemeente Los Alcarrizos met 310.399 inwoners
  - gemeente Pedro Brand met 84.226 inwoners
  - gemeente San Antonio de Guerra met 50.028 inwoners
  - gemeente Santo Domingo Este met 1.079.873 inwoners
  - gemeente Santo Domingo Norte met 602.423 inwoners
  - gemeente Santo Domingo Oeste met 413.464 inwoners.

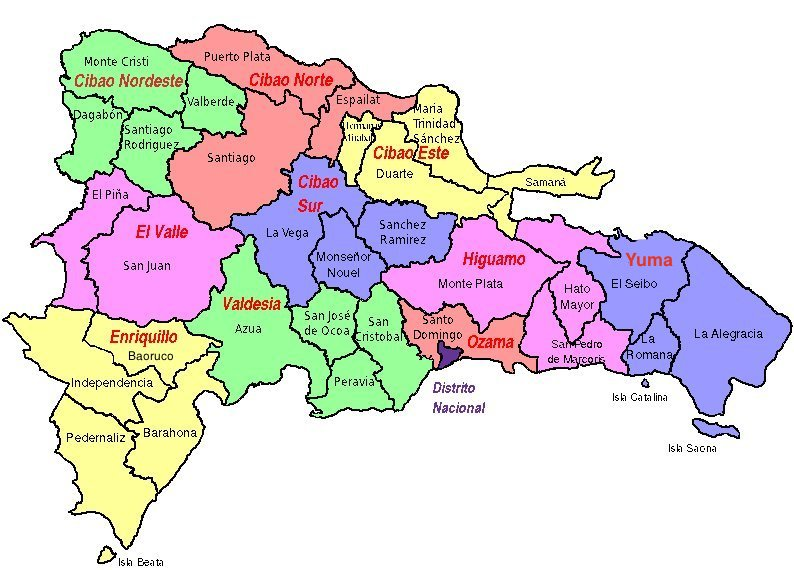
wet 710, 30 juli 2004 10 Regio's